# Thaumatopsis daeckellus
Thaumatopsis daeckellus là một loài bướm đêm trong họ Crambidae.